# División de Honor (Schach) 1995
Die División de Honor (Schach) 1995 war die erste Saison der División de Honor und gleichzeitig die 39. Spanische Mannschaftsmeisterschaft im Schach, sie wurde mit zehn Mannschaften ausgetragen. Meister wurde CE Vulcà Barcelona, während sich der Titelverteidiger CA Villa de Teror mit dem siebten Platz begnügen musste. In die Primera División stiegen Oberena Pamplona S.d.A. und CDE Hosteria de Cañete-Caymu Toledo ab.
Zu den Mannschaftskadern der teilnehmenden Vereine siehe Mannschaftskader der División de Honor (Schach) 1995.

## Modus
Die zehn teilnehmenden Mannschaften spielten ein einfaches Rundenturnier. Die beiden Letzten stiegen in die Primera División ab und wurden durch die Aufsteiger aus der Primera División ersetzt. Gespielt wurde an vier Brettern, über die Platzierung entschied zunächst die Zahl der Mannschaftspunkte (drei Punkte für einen Sieg, ein Punkt für ein Unentschieden, kein Punkt für eine Niederlage), anschließend die Anzahl der Brettpunkte (ein Punkt für einen Sieg, ein halber Punkt für ein Remis, kein Punkt für eine Niederlage). 

## Termine und Spielort
Austragungsorte des Turniers waren Monta del Cuervo, Mondariz und Córdoba.

## Saisonverlauf
Als Titelkandidaten kristallisierten sich früh CE Vulcà Barcelona, UGA Barcelona und RC Labradores Sevilla heraus. In den direkten Vergleichen landete jedes Team je einen Sieg und musste eine Niederlage hinnehmen. Bis zur 7. Runde hatte Sevilla die besten Aussichten, da sie alle übrigen Wettkämpfe gewannen, während die beiden Vereine aus Barcelona je ein weiteres Unentschieden abgaben. Zwei Niederlagen in den letzten Runden warfen RC Labradores Sevilla jedoch auf Platz 3 zurück. Vulcà und UGA endeten gleichauf nach Mannschaftspunkten und Brettpunkten, so dass der direkte Vergleich für Vulcà entschied. Oberena Pamplona S.d.A. und CDE Hosteria de Cañete-Caymu Toledo standen bereits vor der letzten Runde als Absteiger fest.

## Abschlusstabelle
| Pl. | Verein                              | Sp | G | U | V | Mannsch.-P. | Brett-P.  |
| --- | ----------------------------------- | -- | - | - | - | ----------- | --------- |
| 01. | CE Vulcà Barcelona                  | 9  | 7 | 1 | 1 | 22          | 25,0:11,0 |
| 02. | UGA Barcelona                       | 9  | 7 | 1 | 1 | 22          | 25,0:11,0 |
| 03. | CAC Labradores Sevilla              | 9  | 6 | 0 | 3 | 18          | 22,0:14,0 |
| 04. | CA La Caja de Canarias              | 9  | 4 | 3 | 2 | 15          | 19,5:16,5 |
| 05. | CE Santa Margarita                  | 9  | 4 | 3 | 2 | 15          | 18,5:17,5 |
| 06. | EM El Olivar Zaragoza               | 9  | 4 | 2 | 3 | 14          | 19,0:17,0 |
| 07. | CA Villa de Teror (M)               | 9  | 2 | 2 | 5 | 8           | 15,5:20,5 |
| 08. | CA Marcote Mondariz                 | 9  | 2 | 2 | 5 | 8           | 14,5:21,5 |
| 09. | Oberena Pamplona S.d.A.             | 9  | 1 | 0 | 8 | 3           | 12,0:24,0 |
| 10. | CDE Hosteria de Cañete-Caymu Toledo | 9  | 1 | 0 | 8 | 3           | 8,0:28,0  |

### Entscheidungen
|     | spanischer Mannschaftsmeister: CE Vulcà Barcelona                                               |
|     | Absteiger in die Primera División: Oberena Pamplona S.d.A., CDE Hosteria de Cañete-Caymu Toledo |
| (M) | Titelverteidiger                                                                                |

### Kreuztabelle
| Ergebnisse | Ergebnisse                          | 01. | 02. | 03. | 04. | 05. | 06. | 07. | 08. | 09. | 10. |
| ---------- | ----------------------------------- | --- | --- | --- | --- | --- | --- | --- | --- | --- | --- |
| 01.        | CE Vulcà Barcelona                  |     | 3   | 1½  | 2   | 3   | 2½  | 3½  | 4   | 2½  | 3   |
| 02.        | UGA Barcelona                       | 1   |     | 3½  | 3   | 2   | 3   | 2½  | 2½  | 4   | 3½  |
| 03.        | RC Labradores Sevilla               | 2½  | ½   |     | 1½  | 3½  | 1½  | 3   | 3   | 2½  | 4   |
| 04.        | CA La Caja de Canarias              | 2   | 1   | 2½  |     | 1½  | 3   | 2   | 2   | 3   | 3½  |
| 05.        | CE Santa Margarita                  | 1   | 2   | ½   | 2½  |     | 2   | 2   | 3   | 3   | 2½  |
| 06.        | EM El Olivar Zaragoza               | 1½  | 1   | 2½  | 1   | 2   |     | 2½  | 2   | 3   | 3½  |
| 07.        | CA Villa de Teror                   | ½   | 1½  | 1   | 2   | 2   | 1½  |     | 2½  | 3   | 1½  |
| 08.        | CA Marcote Mondariz                 | 0   | 1½  | 1   | 2   | 1   | 2   | 1½  |     | 2½  | 3   |
| 09.        | Oberena Pamplona S.d.A.             | 1½  | 0   | 1½  | 1   | 1   | 1   | 1   | 1½  |     | 3½  |
| 10.        | CDE Hosteria de Cañete-Caymu Toledo | 1   | ½   | 0   | ½   | 1½  | ½   | 2½  | 1   | ½   |     |

Anmerkung: Im Gegensatz zu Ocho x Ocho gibt olimpbase.org an, dass der Wettkampf zwischen CA La Caja de Canarias und CE Vulcà Barcelona nicht 2:2, sondern mit einem 3:1-Sieg für Barcelona endete, allerdings wäre in diesem Fall nicht wie von beiden Quellen angegeben CA La Caja de Canarias, sondern CE Santa Margarita Vierter geworden.

## Die Meistermannschaft
| 1.            | CE Vulcà Barcelona |
| Schachfiguren | Pia Cramling, Orestes Rodríguez Vargas, Juan Manuel Bellón López, Ángel Martín González, Antonio Medina García, Domenech Casas Douton. |